# 韋弗利 (肯塔基州)
韋弗利（英語：Waverly）是一個位於美國肯塔基州尤寧縣的城市。

## 地方資料
根據2020年美國人口普查的數據，韋弗利的面積為0.69平方千米，當中陸地面積為0.69平方千米，而水域面積為0.00平方千米。當地共有人口311人，而人口密度為每平方千米450.72人。